# Steel (buque)
Steel es un remolcador finlandés propiedad de ESL Shipping y operado por la misma. Forma parte del sistema integrado de remolcador y barcaza Finnpusku desarrollado en la década de 1980 por Finnlines, una naviera finlandesa que también gestionó el buque hasta 2003, en cooperación con Rautaruukki para las necesidades de transporte de la empresa siderúrgica. El buque, construido por Hollming en Rauma, Finlandia, como Finn, fue entregado el 28 de abril de 1987 y desde entonces se ha utilizado principalmente para suministrar materias primas a la acería Raahe.
El 27 de diciembre de 1990, el buque volcó junto con la barcaza Baltic en las afueras de Hanko, Finlandia, mientras se dirigían de Raahe a Koverhar, en el sur de Finlandia, con un cargamento de concentrado de mineral de hierro. El cargamento se desplazó debido al mal tiempo, lo que provocó la pérdida de estabilidad y el vuelco del buque en 10-15 segundos. Siete miembros de la tripulación y un piloto perdieron la vida en el accidente, pero el ingeniero jefe y el primer oficial sobrevivieron en una bolsa de aire en la parte más a popa de la sala de máquinas y luego fueron rescatados a través de un agujero cortado en el fondo. La combinación fue enderezada más tarde y remolcada a Rauma para su reconstrucción. Finn regresó al servicio como Steel y Baltic como Botnia en 1991.
Steel tiene un barco gemelo idéntico, el Rautaruukki, que fue entregado en 1986.